# Campionat d'Espanya de motociclisme de velocitat 2012
La temporada de 2012 del CEV, denominat oficialment CEV Buckler,  fou la 63a edició d'aquest campionat, organitzat per la RFME en col·laboració amb Dorna Sports. El calendari oficial constava de 7 proves puntuables. 2 de les proves programades es disputaren als Països Catalans: Circuit de Barcelona-Catalunya a Montmeló i Circuit Ricardo Tormo a Xest (18 de novembre).

## Classificació final

### Moto3
| Posició | Pilot               | Motocicleta | Punts |
| ------- | ------------------- | ----------- | ----- |
| 1       | Àlex Márquez        | Honda       | 103   |
| 2       | Luca Amato          | FTR         | 78    |
| 3       | Francesco Bagnaia   | Honda       | 73    |
| 4       | Philipp Ottl        | Kalex-KTM   | 70    |
| 5       | Marcos Ramírez      | FTR         | 63    |
| 6       | Juanfran Guevara    | FTR         | 62    |
| 7       | John McPhee         | KRP         | 60    |
| 8       | Lorenzo Baldassarri | Honda       | 44    |
| 9       | Josep Rodríguez     | FTR         | 41    |
| 10      | Hyuga Watanabe      | Honda       | 38    |

### Moto2
| Posició | Pilot                  | Motocicleta | Punts |
| ------- | ---------------------- | ----------- | ----- |
| 1       | Jordi Torres           | JHK         | 135   |
| 2       | Roman Ramos            | Ariane      | 117   |
| 3       | Kenny Noyes            | Ariane      | 87    |
| 4       | Daniel Rivas           | Kalex       | 81    |
| 5       | Alejandro Mariñelarena | CNS         | 75    |
| 6       | Hafizh Syahrin         | FTR         | 55    |
| 7       | Santiago Hernández     | AJR         | 54    |
| 8       | Steven Odendaal        | JHK         | 51    |
| 9       | Tomoyoshi Koyama       | GPD Tecstra | 44    |
| 10      | Oscar Climent          | MIR Racing  | 41    |

### Stock Extreme
| Posició | Pilot              | Motocicleta  | Punts |
| ------- | ------------------ | ------------ | ----- |
| 1       | Carmelo Morales    | Kawasaki     | 147   |
| 2       | Kyle David Smith   | Kawasaki     | 103   |
| 3       | Xavier Forés       | BMW Motorrad | 97    |
| 4       | Santiago Barragán  | Kawasaki     | 91    |
| 5       | Adrián Bonastre    | Suzuki       | 89    |
| 6       | Javier Del Amor    | Suzuki       | 53    |
| 7       | Antonio J. Alarcos | Kawasaki     | 52    |
| 8       | Alberto López      | BMW Motorrad | 46    |
| 9       | Albert Santamaria  | Kawasaki     | 43    |
| 10      | Marcos A. Solorza  | Kawasaki     | 42    |

## Categories inferiors
| Categoria                    | Campió             | Motocicleta | Punts |
| ---------------------------- | ------------------ | ----------- | ----- |
| Moto2-Pri                    | Santiago Hernández | AJR         | 110   |
| Stock Extreme-Pri            | Antonio J. Alarcos | Kawasaki    | 136   |
| Kawasaki Ninja Cup           | Julio David Palao  | Kawasaki    | 97    |
| Kawasaki Ninja Cup Master 30 | José Carlos Lobo   | Kawasaki    | 120   |

## Classificació per marques

### Moto3
| Posició | Marca      | Punts |
| ------- | ---------- | ----- |
| 1       | Honda      | 250   |
| 2       | FTR        | 198   |
| 3       | Kalex-KTM  | 102   |
| 4       | KRP        | 92    |
| 5       | MIR Racing | 31    |
| 6       | Moriwaki   | 6     |
| 7       | Ariane     | 0     |

### Moto2
| Posició | Marca       | Punts |
| ------- | ----------- | ----- |
| 1       | Ariane      | 190   |
| 2       | AJR         | 158   |
| 3       | Kalex       | 145   |
| 4       | FTR         | 121   |
| 5       | GPD Tecstra | 97    |
| 6       | Harris      | 61    |
| 7       | MIR Racing  | 60    |
| 8       | Moriwaki    | 47    |
| 9       | Motobi      | 3     |

### Stock Extreme
| Posició | Marca        | Punts |
| ------- | ------------ | ----- |
| 1       | Kawasaki     | 272   |
| 2       | BMW Motorrad | 155   |
| 3       | Suzuki       | 142   |
| 4       | Ducati       | 29    |
| 5       | Yamaha       | 6     |
| 6       | Honda        | 1     |